# Enfermedad del aceite tóxico de colza

Distribución geográfica de los afectados por el síndrome en los años 81-82:
más de 5000 casos: Madrid.
1001 - 5000 : León y Valladolid.
501 - 1000 : Segovia y Palencia.
101 - 500 : Zamora, Salamanca, Ávila, Toledo, Burgos, Soria y Guadalajara.
51 - 100 : Cantabria.
11 - 50 : Asturias, Orense y Vizcaya.

El síndrome del aceite tóxico, también conocido como síndrome tóxico o enfermedad de la colza, fue una intoxicación masiva sufrida en España en la primavera de 1981. El primer caso apareció el 1 de mayo de ese año y el 10 de junio se descubrió el motivo que los causaba. La enfermedad afectó a más de 20 000 personas, y causó la muerte de unas 330 personas, según los estudios forenses y análisis clínicos recogidos por la sentencia que condenó a los responsables de la intoxicación.
En 1989 el Tribunal Supremo de España consideró probada la relación de causalidad entre la ingesta de aceite de colza desnaturalizado y la enfermedad, condenando a los industriales responsables de la distribución y comercialización de este aceite, y al Estado como responsable civil subsidiario. Según la sentencia, el aceite de colza, desnaturalizado para uso industrial, fue desviado conscientemente y por "un desmedido afán de lucro", al consumo humano.
Su periodo de latencia es de alrededor de 10 días. La relación entre mujeres y hombres fue de 1,5 a 1, afectando en mayor medida a los grupos etarios de las tercera y cuarta décadas de la vida.

## Historia
Esta epidemia tuvo tres fases clínicas diferentes:
1. La fase aguda con la aparición en los afectados de neumonía atípica, caracterizada por infiltrados intersticiales (que afectan al tejido de sostén y vasos que forman un órgano) alveolares y eosinofilia (aumento del número de eosinófilos en sangre).
2. En la fase subaguda o intermedia aparecieron tromboembolismos, hipertensión pulmonar, calambres y mialgias (dolores musculares) intensos.
3. La fase crónica caracterizada por hepatopatía (término general para las enfermedades del hígado), esclerodermia (literalmente, piel dura, enfermedad generalizada del tejido conectivo caracterizada clínicamente por el endurecimiento y la fibrosis de la piel, y por diferentes formas de afectación de algunos órganos internos o vísceras como el corazón, pulmones, riñones y tracto gastrointestinal), hipertensión pulmonar y neuropatía (término general para las afecciones nerviosas).

Existe evidencia científica de la asociación entre el consumo del aceite desnaturalizado y la aparición de la enfermedad, avalada por varios estudios epidemiológicos de tipo caso-control.
En ocasiones a algunos bienes que además de ser usados como productos alimenticios tienen otros usos alternativos se les añade una sustancia para impedir su destino alimentario, limitándolo al alternativo. Normalmente esta práctica tiene una motivación fiscal. Esto mismo se hace actualmente con el alcohol de farmacia, al cual se le añade una sustancia amargante para impedir su uso de boca, es decir, para la elaboración de bebidas alcohólicas, caso en el que su carga impositiva es muy superior. El aceite causante del síndrome tóxico contaba en su composición con aceite de colza para uso industrial importado de Francia, el cual tenía una tasa aduanera mucho más baja que el importado para consumo humano. A fin de garantizar su uso industrial, ese aceite se desnaturalizaba añadiéndole un colorante -anilina- lo que supuestamente evitaba su uso en alimentación. Los industriales del ramo oleícola, a los que concedió la licencia de importación el Consejo de Ministros, pensaron que destilando el aceite a alta temperatura eliminaban todo rastro del colorante, y podrían venderlo para cocinar, venta que se hizo en muchos casos en mercadillos ambulantes sobre los que las autoridades municipales no ejercieron inspección o control alguno. Desgraciadamente el tratamiento térmico aplicado generaba ciertos residuos químicos a los que se atribuyeron los efectos tóxicos que se observaron en los afectados.  
Hubo un precedente similar en Marruecos, donde unos comerciantes locales adquirieron unas partidas de aceite de maquinaria de exceso de existencias del ejército de los EE. UU., que embotellaron y vendieron como aceite comestible bajo la marca Le Cerf, causando muchas muertes. Estos casos tenían en común con los intoxicados en España la presencia de síntomas neurológicos. 
La denominación oficial inicial, Neumonía atípica, se debió a la presencia de síntomas respiratorios intensos en los afectados, con imágenes en las radiografías de tórax semejantes a las de algunas neumonías. Estas imágenes resultaron ser equivalentes a las que presentan pacientes tras la ingesta de hidrocarburos, en los que la toxicidad pulmonar se produce en los alveolos pulmonares. 
Un estudio encabezado por el pediatra Juan Casado del Hospital del Niño Jesús en Madrid, puso en evidencia la asociación entre unos tipos de envase que habían sido distribuidos por unas compañías específicas y la anilina contenida en los aceites adulterados. La Administración General de Aduanas había devuelto a su origen un envío marítimo de un aceite procedente de EE. UU. que no se correspondía en su naturaleza con lo declarado. Un cromatógrafo de gases sirvió para detectar la existencia de un compuesto extraño en el aceite, del que sigue sin tenerse una clara idea del mecanismo de su toxicidad. Posteriormente un estudio caso-control estableció una relación dosis-respuesta entre la concentración de un compuesto químico, marcador de la desnaturalización del aceite, (oleil-anilida) y el riesgo de desarrollar la enfermedad. En la actualidad se están realizando, entre otros, estudios de seguimiento clínico y de morbi-mortalidad de los afectados.

### Hipótesis alternativas
En octubre de 2011, el forense Luis Frontela afirmó en una entrevista al diario ABC que, al informar al profesor Vetorazi, secretario de la Organización Mundial de la Salud, de que el síndrome tóxico no se debía al aceite de colza, sino a la ingesta de plaguicidas (hipótesis que el referido médico legal sostuvo siempre contra la versión oficial que se derivó del proceso judicial) y según Luis Frontela, el secretario le habría contestado que "ya tenían conocimiento de ello".
Por otra parte, en su momento, otras fuentes propusieron como origen de la epidemia la caída accidental de algún elemento nocivo procedente de los vuelos de la USAF en Torrejón de Ardoz.

### Componentes del aceite de colza
El aceite de colza se extrae de la planta Brassica napus. Al aceite se le conoce también como "aceite canadiense" o "aceite de canola". Contiene los siguientes compuestos:
- Glucosinolato de la pared vegetal
- Ácido erúcico
- Ácido linolénico
- Ácido linoleico
- Otras sustancias

### Torres de destilación
Se utilizan técnicas de destilación para eliminar/separar las sustancias tóxicas de otras sustancias. Cada sustancia, tóxica o no, tiene una temperatura individual de evaporación. Las sustancias se evaporan gradualmente a diferentes temperaturas dentro de torres de destilación. De alguna manera, el proceso eliminó la anilina pero no el glucosinolato, o bien se produjo un nuevo compuesto, anilidas de los ácidos grasos, con semejanzas estructurales con los fosfolípidos de las membranas celulares, con un extremo hidrófobo y otro hidrófilo, lo que explicaría que los pacientes que recibieron corticosteroides, que protegen las membranas celulares, evolucionaron más favorablemente. No se descartan fallos de mantenimiento o de gestión.